# Johannes Schweighäuser

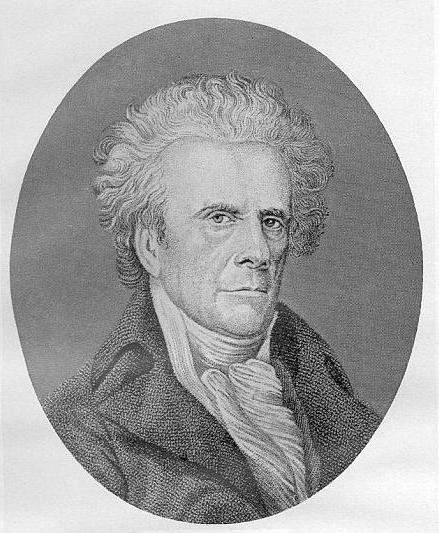
Bild Schweighäusers aus den Imagines philologorum.

Johannes Schweighäuser (* 26. Juni 1742 in Straßburg; † 19. Januar 1830 ebenda) war ein elsässischer Klassischer Philologe. Er machte sich insbesondere um die Herausgabe mehrerer griechischer Autoren verdient.
Johannes Schweighäuser war Sohn des Straßburger Pfarrers der Thomaskirche Johann Georg Schweighäuser, dessen 14. und letztes Kind er war. Im Alter von fünf Jahren begann er das örtliche protestantische Gymnasium zu besuchen, mit 13 Jahren wurde er Student an der Universität Straßburg. Wie sein Vater wollte er zunächst Theologe werden, richtete sein Studium aber von Beginn an umfangreicher aus. So studierte er auch Philologie, Philosophie, Geschichte sowie Naturwissenschaften, hier insbesondere Anatomie, Mathematik, Physik, Botanik und Chemie. Für seine Zeit ungewöhnlich dauerte sein Studium 12 Jahre. 1767 schloss er es mit der Arbeit Systema morale huius universi sive de extremo rerum omnium fine ab, in der er sein Hauptstudium Theologie mit seinem Lieblingsstudium, der Philosophie, verband. Insbesondere die schottischen Moralphilosophen John Hutchinson und Adam Ferguson übten nachhaltigen Einfluss auf ihn aus. Im Frühjahr des Jahres machte er nach dem Tod seines Vaters erstmals eine weitere und längere Reise, die ihn nach Paris führte. Dort besuchte er die vielfältigen Sammlungen der Stadt und wurde von Joseph de Guignes nachhaltig beeinflusst. In den zehn Monaten seines Aufenthaltes lehrte ihn dieser Syrisch und Arabisch. Nachdem sein Interesse an den orientalischen Sprachen geweckt war, setzte er seine Reise nicht wie geplant nach London fort, sondern ging an die Universität Göttingen, wo er bei Johann David Michaelis seine Orientalistik-Studien, insbesondere im Arabischen und Hebräischen, vertiefte. Er lernte auch weitere Akademiker kennen, darunter Christian Gottlob Heyne, den er später tief verehrte; zu dieser Zeit stand Schweighäuser der Altphilologie aber noch fern. Danach ging er kurz an die Universität Halle, anschließend etwas länger an die Universität Leipzig, wo er mit dem Arabisten Johann Jacob Reiske in Kontakt trat. Es folgten Aufenthalte in Dresden und Berlin. In Berlin hatte er die Gelegenheit, an einer Sitzung der Königlichen Akademie der Wissenschaften teilzunehmen und lernte Moses Mendelssohn kennen. Über Barby, Braunschweig und Wolfenbüttel kam er nach Hamburg und lernte dort Gotthold Ephraim Lessing kennen. Von Hamburg aus schiffte er sich nach London ein, die Reise dauerte aufgrund schlechten Wetters 16 Tage. Dank Beziehungen konnte er täglich das Britische Museum aufsuchen und wurde in die Royal Society eingeführt. Mit einem Empfehlungsschreiben von Anton Askew ausgestattet, reiste er nach Oxford, wo er sich mit dem Orientalisten Joseph White anfreundete. Zwischen Askew und Reiske konnte er in dieser Zeit einen schon länger schwelenden Streit schlichten. Im Sommer 1769 kehrte er über Holland zurück nach Straßburg, das er dann nur noch einmal in seinem Leben für eine längere Reise verließ.
Zurück in Straßburg bewarb sich Schweighäuser um den vakanten Lehrstuhl der Philosophie, der aber Philipp Müller übertragen wurde. Schweighäuser wurde unter der Versicherung, eine passende Professur bei der nächsten Vakanz besetzen zu können, zum Extraordinarius ernannt. Er lehrte Logik, Metaphysik, Geschichte der Philosophie sowie antike und neuzeitliche Philosophie. Einen Schwerpunkt hatte er zu der Zeit bei der Lehre auf die englischen Philosophen gelegt. In dieser Zeit gehörten Friedrich Philipp Rosenstiel und Johann Wolfgang Goethe zu den Studenten. 1775 heiratete er die gutbürgerliche und gebildete Katharina Salome Häring, die das Schweighäusersche Haus zu einem Mittelpunkt des Lebens der Stadt machte. Nachdem 1777 Johann Friedrich Echerer, der Inhaber des Lehrstuhls für Orientalische Sprachen und Altphilologie, starb, erhielt Schweighäuser die Lehrkanzel. Er nahm diese Professur nicht aus Überzeugung an, spekulierte er doch weiterhin eigentlich auf die Professur für Philosophie. Schwerpunkt sollten die orientalischen Sprachen werden, die er auch schon als Extraordinarius lehrte; mit der neuen Professur befasste er sich nun intensiver mit der antiken Literatur, oft auch in Verbindung mit den antiken philosophischen Schriften. Viel Einfluss auf ihn übte zu dieser Zeit Philippe Brunck aus. Brunck verwies auch Samuel Musgrave für die Kollation einer Augsburger Appianhandschrift an Schweighäuser, der sich dieser ihm gestellten Aufgabe freudig widmete und sie zur vollen Zufriedenheit erledigte. Daraufhin übermachte ihm Musgrave seine bereits angefertigten Notizen zu Appian, sodass Schweighäuser nun die Textausgabe besorgte, die ursprünglich der englische Gelehrte geplant hatte. Zu dem spätantiken Historiker lag zu dieser Zeit noch keine brauchbare Edition vor. Mit De impressis ac manuscriptis Appiani codicibus und Exercitationes in Appiani Historias erschienen 1781 zwei größere Vorarbeiten; die Ausgabe mit lateinischer Übersetzung und Kommentar ausgestattet wurde 1785 in drei Bänden veröffentlicht. Wohl aufgrund eines Kommentars in einer positiven Rezension Heynes widmete sich Schweighäuser anschließend der Herausgabe von Polybios, 1786 für kurze Zeit unterstützt durch Heynes Schüler Philipp Buttmann. Zwischen 1789 und 1795 wurde Polybios wieder mit Übersetzung, Kommentar und zudem einem lexikalischen Teil in neun Bänden publiziert. Die Leistung ist umso höher zu bewerten, als das zu der Zeit die Französische Revolution tobte. Schweighäuser und seine Frau standen der revolutionären Entwicklung sehr positiv gegenüber. 1791 wurde er in den Straßburger Gemeinderat gewählt, sein ältester Sohn Gottfried trat auf Drängen des Vaters hin in die französischen Streitkräfte ein. Nachdem, geführt durch Eulogius Schneider, auch der „Terreur“ Einzug in Straßburg hielt, kühlte sich Schweighäusers Eifer schnell ab. Das machte ihn den Jakobinern verdächtig, die ihn einsperren wollten. Dank der Fürsprache seiner Frau wurde das Urteil in Verbannung geändert, die er mit seiner Familie in Baccarat verbrachte. Hier arbeitete er weiter an seiner Polybios-Ausgabe. Da er auch nachts schrieb, machte ihn seine lange in der Nacht leuchtende Lampe verdächtig und er sollte als Verschwörer eingesperrt werden. Das wurde durch ein Dankschreiben des Wohlfahrtsausschusses verhindert, der sich für die ihm zugesandten ersten Bände der Polybios-Ausgabe bedankte. 1794 konnte er nach Straßburg zurückkehren.

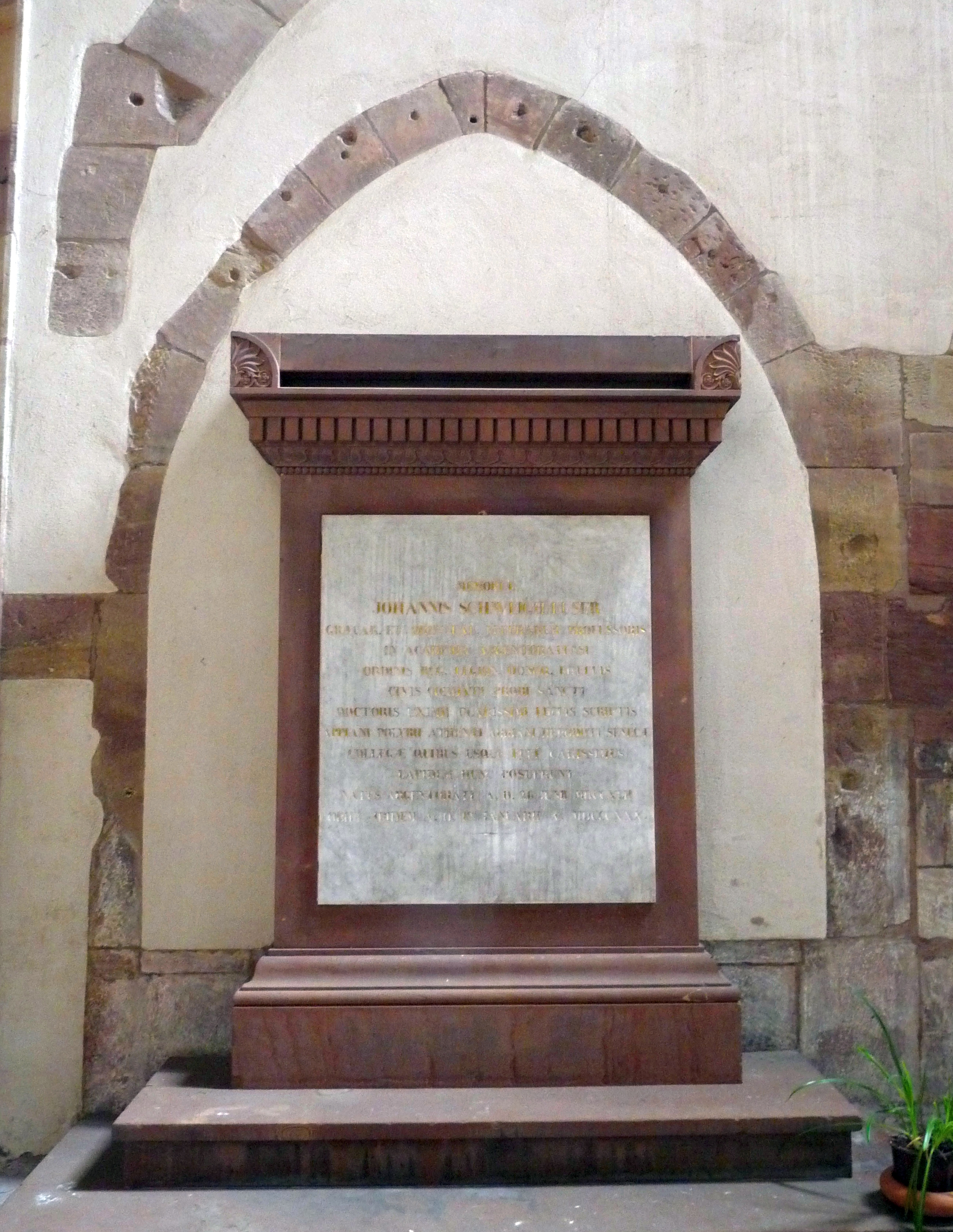
Grabmal in der vom Vater betreuten Thomaskirche.

Die erste Zeit nach der Rückkehr war für Schweighäuser wie auch für viele andere Angehörige der Universität und Bewohner Straßburgs problembehaftet. Die Wirtschaftslage war schlecht, das Geld entwertet und viele Studenten waren Soldaten geworden, die Universität konnte die Gehaltszahlungen zudem nicht leisten. Erst als sich die Lage 1795 wieder besserte und Schweighäuser eine Stelle als Professor an der neu geschaffenen Straßburger Zentralschule (École centrale) für das niederrheinische Departement annahm, besserte sich die Situation für seine Familie. Am neu geschaffenen Institut de France wurde er 1795 in die Klasse für Kunst und Literatur berufen. In dieser Zeit widmete er sich wieder vermehrt den philosophischen Autoren, insbesondere Epiktet. 1799 und 1800 veröffentlichte er dessen Schriften in fünf Bänden, einschließlich Übersetzung, Anmerkungen, den antiken Kommentaren sowie Paraphrasen. Für die Zweibrücker Schriftstellerausgaben wurde ihm angetragen, sich Athenaios zuzuwenden, was er nach einigem Zögern auch tat. Sein Sohn Gottfried machte in Paris die einzige Handschrift, auf der die bisherigen Ausgaben basierten, ausfindig, nach der Schweighäuser zwischen 1801 und 1807 das Werk in 14 Bänden herausbrachte. 1802 wurden die Zentralschulen wieder abgeschafft, dafür die protestantische Universität als theologischem Seminar neu eröffnet. Hier wurde Schweighäuser nun Professor der Griechischen Sprache. Anders als die Stelle an der Schule war die Professur am Seminar jedoch nicht sehr einträglich, was zu wirtschaftlichen Problemen führte. Für die nächsten Jahre musste er sich mit Privatstunden über Wasser halten. Erst als Jeremias Jakob Oberlin verstarb und Schweighäuser dessen Stelle als Bibliothekar der Universität bekam, besserte sich die Lage wieder. Endgültig wieder gut wurde die Situation, als die Universität 1808 neu begründet wurde und er zu seiner Professur auch das Dekanat der philosophischen Fakultät übernehmen konnte. Nachdem sich die wirtschaftliche Lage wieder verbessert hatte, folgten private Rückschläge. 1807 starb seine Frau, 1809 wurde sein Sohn Karl in der Schlacht bei Eßlingen verwundet und starb wenig später in einem Wiener Lazarett. 1809 widmete er sich das einzige Mal einem Werk der lateinischen Literatur. Aufgrund der Straßburger Handschrift bearbeitete er die philosophischen Briefe Senecas, die er in zwei Bänden herausbrachte. 1810 begann er sich Herodot zu widmen. In den nächsten sechs Jahren brachte er die Arbeit in ebenso vielen Bänden zu Ende. Die Arbeit wurde eher kritisch aufgenommen, doch ergänzte er sie acht Jahre später durch seine letzte große Arbeit, das Lexicon Herodoteum. 1815 beendete er sein Bibliothekarsamt, 1823 sein Dekanat und seine Professur. 1826 zeichnete ihn die Royal Society aus, schon 1821 nahm ihn die Académie des Inscriptions et Belles-Lettres auf. Er verstarb 1830 nach kurzer Krankheit und wurde in der Thomaskirche bestattet. Sein Sohn Johann Gottfried Schweighäuser war ebenfalls Altertumswissenschaftler.
Von seinen Schülern wurde Schweighäuser zumeist sehr verehrt. Er war freundlich und uneitel, einzig Lefebvre de Villebrune erregte seinen Unmut. In Sprache und Schrift drückte er sich oft in langatmiger Weise aus. Zu seinen Schülern zählten unter anderem Friedrich Philipp Rosenstiel und Johann Georg Daniel Arnold, zu seinen Freunden Gottlieb Konrad Pfeffel.

## Schriften
- Systema morale huius universi sive de extremo rerum omnium fine. Straßburg 1767 (Dissertation)
- An clarior pleniorque homini data sit rerum corporearum quam propriae mentis cognitio. Straßburg 1770
- Sophoclis Electra et Euripidis Andromache ex optimis exemplaribus emendatae. Straßburg 1779
- Sophoclis Oedipus Tyrannus et Euripidis Orestes ex optimis exemplaribus emendati. Acc. Brunckii animadversiones in Euripidis Oresten et Musgravii notas. Straßburg 1779
- Polybii Megalopolitani historiarum quidquid superest. Acht Bände, Leipzig 1789–1795
- Epicteti Dissertationum ab Arriano Digestarum libri IV. Eiusdem enchiridion, et ex deperditis sermonibus fragmenta. Leipzig 1799
- Opuscula academica seorsim olim edita nunc recognita in unum volumen collegit auctor. Straßburg 1806 (zwei Bände)
  - Pars prior. Commentationes philosophicae.
  - Pars posterior. Commentationes philologicae.
- Cebetis Tabula sive vitae humanae pictura Graece. Collatis quatuor codd. mss. Pariss. cum lectionibus cod. Meibom. iterum emendatam edidit. Straßburg 1806
- L. Ann. Senecae ad Lucilium epistolae morales ad fidem veterum librorum. Straßburg 1809